# Richard Hounslow
Richard Hounslow (n. 19 decembrie 1981, Greater London, Anglia, Regatul Unit) este un caiacist ce a reprezentat Regatul Unit al Marii Britanii și al Irlandei de Nord, medaliat olimpic. A participat la 2 ediții ale Jocurilor Olimpice (2012, 2016) în care a câștigat două medalii de argint.